# Баране (Столац)
Баране је насељено мјесто у Босни и Херцеговини, у општини Столац. Према попису становништва из 2013, у насељу је живјело 85 становника.

## Становништво
| Демографија | Демографија | Демографија |
| Година      | Становника  | Становника  |
| ----------- | ----------- | ----------- |
| 1961.       | 202         |             |
| 1971.       | 200         |             |
| 1981.       | 177         |             |
| 1991.       | 167         |             |
| 2013.       | 85          |             |